# 佐藤有
佐藤 有（さとう ゆう、1979年 - ）は、日本の殺陣師・俳優の集団「剱伎衆かむゐ」のメンバー。

## 来歴・人物
静岡県出身。
2000年、日本大学芸術学部映画学科に入学。殺陣同志会に所属し、4年時には会長を務める。
2012年「剱伎衆かむゐ」メンバーとなる。
日本でのアーティスト活動の他、舞台や殺陣師としても活躍を行う。
日本での活動はもちろんの事、かむゐ海外公演ではイタリア国立ペルゴラ劇場公演やヴェッキオ宮殿での演舞、ロシア国立エルミタージュ美術館公演などのヨーロッパツアー、アルマーニホテルドバイ、ブルーノートなどでのディナーショー、など活動は多岐にわたる。

## 活動
所属団体「剱伎衆かむゐ」全体での活動は、剱伎衆かむゐを参照のこと。
- 五右衛門烈風伝（2015年）殺陣指導[4]
- 日本総狂宴ステージ「KEREN」殺陣 (2019年  COOL JAPAN PARK OSAKA) [1]